# Adżdabija (gmina w Libii)
Adżdabija (arab. أجدابيا, Ajdābiyā) – gmina w Libii ze stolicą w Adżdabii. 
Liczba mieszkańców – 108 tys.
Kod gminy – LY-AJ (ISO 3166-2).
Adżdabija graniczy z gminami:
- Al-Hizam al-Achdar – północ
- Al-Wahat – wschód
- Al-Kufra – południowy wschód
- Al-Dżufra – południowy zachód
- Syrta – zachód